# Manila Bulletin
Manila Bulletin – filipiński dziennik wydawany w języku angielskim. Został założony w 1900 roku.